# Clifton (Idaho)
Pour les articles homonymes, voir Clifton.
La ville américaine de Clifton est située dans le comté de Franklin, dans l’État de l’Idaho. Sa population s’élevait à 259 habitants lors du recensement de 2010, estimée à 300 habitants en 2016.

## Démographie
| 1920 | 1930 | 1940 | 1950 | 1960 | 1970 |
| ---- | ---- | ---- | ---- | ---- | ---- |
| 234  | 217  | 268  | 201  | 150  | 137  |

| 1980 | 1990 | 2000 | 2010 | - | - |
| ---- | ---- | ---- | ---- | - | - |
| 208  | 228  | 213  | 259  | - | - |

## Source
- (en) Cet article est partiellement ou en totalité issu de l’article de Wikipédia en anglais intitulé « Clifton, Idaho » (voir la liste des auteurs).